# Église de la Dormition de Varzouga
L'église de la Dormition de Varzouga ou église de l'Assomption de Varzouga (en russe : Успенская церковь (Варзуга)) est une église construite au XVIIe siècle dans le village de Varzouga, raïon de Ter, au sud-est de l'oblast de Mourmansk. C'est un monument remarquable de l'architecture en bois qui fait partie du complexe des monuments de ce style à Varzouga avec l'église Saint-Athanase, le clocher du complexe de la Dormition, l'église Saint-Nicolas-le-Thaumaturge (Nikolaï Tchoudotvorets), l'église Saints-Pierre-et-Paul et la chapelle du moine anonyme de Ter. Elles dépendent pour le culte de l'éparchie de Severomorsk.

## Histoire
La première église mentionnée sous ce nom à Varzouga date de 1563. Ce qu'elle est devenue, on n'en sait rien, mais l'inscription de son nom apparaît dès 1674 dans les comptes du clergé du diocèse de la région d'Arkhangelsk : 

« L'église de la "Dormition de la très Sainte Vierge" est construite par les habitants du village en 1674 avec un maître artisan nommé Clément, "sous le règne du tsar et du grand-duc  Alexeï Mikhaïlovitch et sous le métropolite de Novgorod Joachim de Moscou" »

L'inscription de la date sur la croix en bois attachée au mur sud de l'église confirme la période de la fin de la construction : le mois d'août de l'année 7182 selon le comput byzantin, c'est-à-dire l'année 1674 selon notre calendrier. En 1985, cette croix a été déplacée vers l'île de Vissoki à 3 km au nord de Varzouga. L'église a été construite sans clous ni crampons, en utilisant seulement la hache et le rabot. Le nom du maître-artisan, Clément, est connu grâce au livre qui reprend la liste des paroissiens de Varzouga.

## Particularités architecturales
La construction de l'église a lieu à l'époque du Raskol, la scission des croyants sous Nikon. La plupart des habitants de la côte mourmane se sont battus contre les réformes. Et c'est ainsi que l'église de la Dormition a encore été érigée dans le style ancien surmontée d'un classique chatior, malgré l'interdiction de Nikon d'encore construire des églises de ce style.

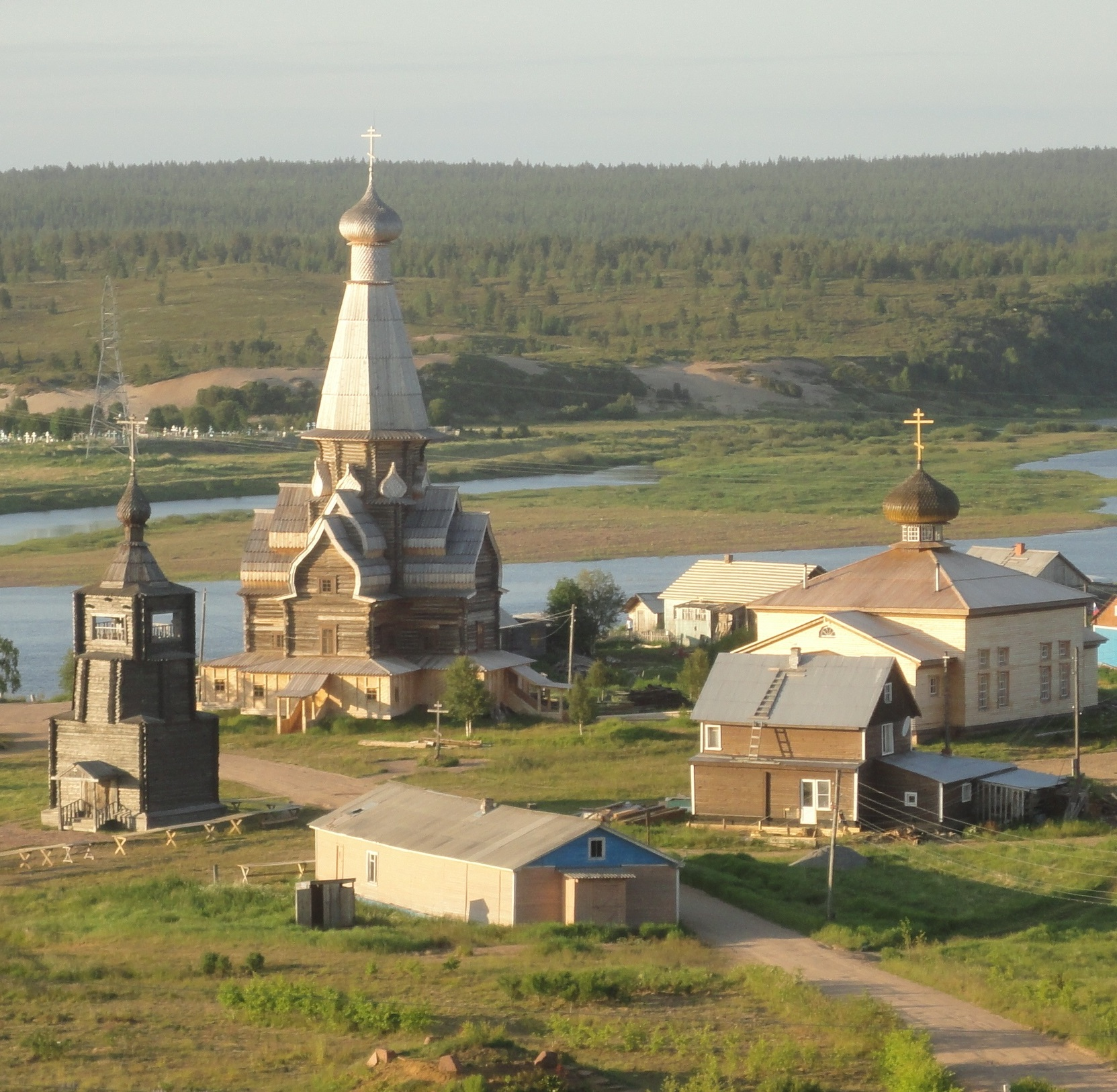
Église de Varzouga

L'église est construite sur base des principes du nombre d'or. Sa structure se compose de quatre murs en rondins formant un pilier central sur lequel s'appuient quatre ailes adjacentes qui forment ensemble une croix grecque à branches transversales de même longueur. La partie supérieure de l'église est formée d'un tambour octogonal en rondins surmonté du chatior, coiffé lui-même d'un dôme, le tout dominé par une croix à six branches. De nombreux éléments décoratifs sont utilisés : des zakomars ou botchka au-dessus des ailes, des bardeaux couvrant le dôme et sa base. La hauteur de l'édifice est de 34 mètres. Trois ans après sa construction, une iconostase comprenant 84 icônes est installée. Une partie de ces icônes a été réalisée spécialement pour l'église, en 1677, par des peintres d'icônes du  Monastère Saint-Antoine-de-Siya à Arkhangelsk. Mais une autre partie des icônes provient du travail des peintres du Monastère Solovetski qui se trouvaient déjà dans l'église précédente du XVe siècle.

De nombreux connaisseurs et experts en architecture russe en bois considèrent l'église de Varzouga comme l'édifice le plus remarquable de ce style dans le nord russe,. L'écrivain et chercheur russe I.V. Evdokimov (de) écrit à propos de cette église : 

« …L'église de la Dormition de Varzouga est tellement incroyablement belle, son aspect tellement harmonieux et mélodieux… »

 L'historien local Ivan Ouchakov (ru) a également écrit à propos de cette église : 

« Clément a créé une œuvre classique, un exemple inégalé d'une église en bois à chatior unique, un édifice combinant l'élégance, la fonctionnalité, l'orientation spirituelle, la pérennité. Avec une légèreté exceptionnelle, il élève sa flèche mince, pure, sacrée qui rappelle la mèche d'une bougie allumée dans son luminaire. »

Au milieu du XIXe siècle a eu lieu la première restauration de l'église (en 1847 et 1848). Elle a été fermée au culte et partiellement recouverte de nouvelles planches. En 1860, c'est l'iconostase qui a été rénovée, et de 1888 à 1895 c'est une restauration générale qui a été réalisée. De cette dernière restauration, Dmitri Afanassievitch Zaborchchtikov, le fils du maître de l'artel qui a réalisé les travaux, a laissé une trace bien conservée sous forme d'un écrit sur une planche de bois installée dans la coupole de l'église :

« En 1894, la couverture extérieure de l'église a été refaite de haut en bas. Une nouvelle flèche et une nouvelle coupole ont été mises en place. La croix a été placée le 5 juin, jour de la fête de la Sainte-Trinité. La décoration de l'intérieur a été restaurée la même année. Une iconostase a été choisie et quatre piliers ont été placés derrière celle-ci. Cinq piliers ont été placés à l'autel et six aux angles nord-ouest et sud-ouest. L'iconostase a été mise en place le jour même de la fête de la Dormition de la Vierge. Les travaux ont commencé fin avril et se sont terminés le jour de la Dormition. Les charpentiers travaillaient au mois, les maîtres pour 25 roubles par mois et les ouvriers pour 15 à 18 roubles par mois. Les maîtres étaient Afanassi Petrovitch Zaborchchtikov, Alexandre Lavrentievitch Krivonogov, Arsenti Grigorievitch Korovine, Egor Andreievitch Rogozine, Vassian Gavrilovitch Tchounine, Dmitri Afanassievitch Zaborchchtikov (6 hommes). Et une douzaine d'hommes travaillaient à l'intérieur à la décoration. Il n'y avait alors qu'une seule paroisse et le prêtre vivait à l'église Saint-Nicolas. Mais précédemment il y avait eu deux paroisses : une de Saint-Nicolas et une de la Dormition. À la date de cette restauration, l'église existait depuis 203 ans. D. A. Zaborchchtikov le 13 août. »

En 1939, l'église de la Dormition a vu ses cloches enlevées, cassées et leurs morceaux disposés sur les rives sablonneuses de la rivière Varzouga en vue de leur évacuation. Mais la marée les a entraînées au fond de la rivière où elles sont restées embourbées dans les couches de limon. Il n'a pas été possible de les récupérer. Durant la période du pouvoir soviétique, les icônes de l'église de la Dormition ont beaucoup souffert du fait des conditions inadaptées de conservation. Parmi les plus touchées, des œuvres du XVIIe siècle : Zossime et Savvat, l'Icône jitié de Saint Athanase et celle jitié de Pierre et Paul, Le Buisson ardent. Les icônes ont été envoyées au centre de restauration du Musée de l'Ermitage.
En 1947, l'église de la Dormition a fait l'objet d'études attentives d'un architecte russe renommé, Alexandre Opolovnikov (ru), alors qu'un autre architecte de Mourmansk, Nikolaï Petrovitch Bystriakov, a réalisé une maquette de l'édifice conservée au Musée régional de Mourmansk, dans la section consacrée au XVIIe siècle. En 1968, un projet a été étudié en vue de déplacer l'église de Varzouga dans les environs de Mourmansk, mais n'a finalement pas été réalisé. Pour le 300e anniversaire de l'église, un historien régional a publié un essai sur l'église intitulé L'église de la Dormition du village de Varzouga.
À la fin de la perestroïka, en 1990, le conseil des affaires religieuses auprès du conseil des ministres de l'URSS (protocole no 12 du 14 juillet 1990) a enregistré officiellement la communauté religieuse de l'église orthodoxe de Varzouga, raïon de Ter, oblast de Mourmansk. En 1999, l'église n'a plus été utilisée comme telle par l'Église orthodoxe russe et a été fermée pour restauration, quoique des services religieux y aient encore été organisés jusqu'en 2004. Une partie des icônes a été déposée à l'église Saint-Nicolas-le-Thaumaturge à Varzouga. En 2006-2008 sont entrepris les travaux de restauration du complexe qui sont financés par l'Unified Energy System. L'église est pratiquement entièrement restaurée, sauf en ce qui concerne les portes et les fenêtres. Au début de l'année 2012, c'est l'higoumène Mitrophane (Badanine) qui est chargé de la paroisse.
En 2009, la chaîne de télévision régionale de la région de Mourmansk ТV-21 a organisé un concours intitulé Les 7 merveilles du monde, au cours duquel ont été choisis les sept bâtiments les plus importants parmi les quarante quatre qui ont été proposés au vote des téléspectateurs. L'église de Varzouga s'est retrouvée parmi les édifices préférés.